# Federico Arocena
Federico Arocena Andrés (Vitoria, 1922-Vitoria, 16 de diciembre de 2013) fue un fotógrafo español.

## Biografía
Natural de Vitoria, dio sus primeros pasos en el campo de la fotografía en 1938 al trabajar para Casa Ceferino, regentada por Ceferino Yanguas. En la década de 1950, lanzó en colaboración con el también fotógrafo Gregorio Querejazu el estudio Arqué. El nombre surge de la mezcla de las primeras letras de ambos apellidos. Además de tomar fotografías por encargo de particulares, también colaboraban con medios de comunicación, incluidos algunos escritos, como El Correo, Hoja de Lunes, Pensamiento Alavés y la Agencia EFE, pero también Televisión Española. Juntos amasarían 354 000 negativos que ahora custodia el archivo municipal de la ciudad. La ciudad reconoció la labor de ambos en 1986, cuando los galardonó con el Celedón de Oro. Aunque el estudio cerró en 1975, Arocena mantuvo su colaboración con el diario El Correo.
Falleció el 16 de diciembre de 2013, a los 91 años.